# Швеція на зимових Олімпійських іграх 1968

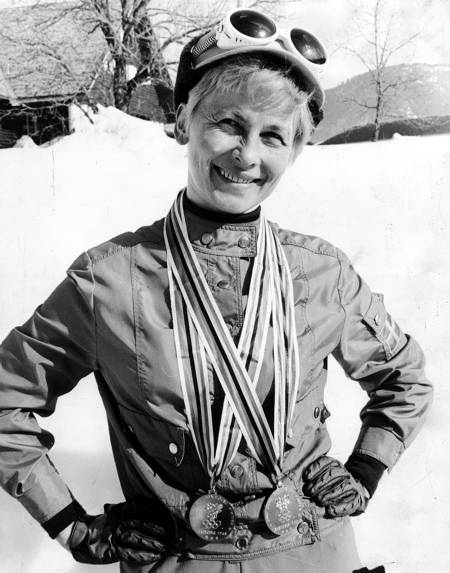
Тойні Густафссон

Швеція на зимових Олімпійських іграх 1968 була представлена 68 спортсменами у 9 видах спорту.

## Медалісти
Золото
- Лижні перегони, 5 км, жінки — Тойні Густафссон
- Лижні перегони, 10 км, жінки — Тойні Густафссон
- Ковзанярський спорт, 10000 м, чоловіки — Юнні Геглін

Срібло
- Лижні перегони, естафета, 3х5 км, жінки — Тойні Густафссон, Брітт Страндберг, Барбру Мартінссон.
- Лижні перегони, естафета, 4х10 км, чоловіки — Гуннар Ларссон, Ян Гальварссон, Б'ярне Андерссон, Ассар Реннлунд.

Бронза
- Лижні перегони, 15 км, чоловіки — Гуннар Ларссон
- Ковзанярський спорт, 10000 м, чоловіки — Ер'ян Сандлер.
- Біатлон, 4х7,5 км, естафета, чоловіки — Ларс-Єран Ардвідсон, Туре Ерікссон, Улле Петруссон, Гольмфрід Ульссон.